# Volksuniversiteit Amsterdam

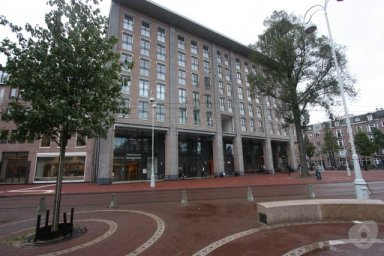
Sinds medio 2016 is het secretariaat van Volksuniversiteit Amsterdam gevestigd in een OBA vestiging op het Javaplein 2.(OBA)

Volksuniversiteit Amsterdam is een cursuscentrum voor volwassenen in Amsterdam en de oudste volksuniversiteit van Nederland. Het aanbod bestaat uit online en offline cursussen, workshops, lezingen, rondleidingen en excursies op het gebied van taal, creativiteit, kunst en cultuur. Voor niet-Nederlandstaligen zijn er cursussen Nederlands als Tweede Taal. Iedereen van 18 jaar en ouder is welkom, ongeacht achtergrond, leeftijd en opleidingsniveau.
Volksuniversiteit Amsterdam heeft diverse cursuslocaties in Amsterdam. Sinds 2016 werkt Volksuniversiteit Amsterdam samen met de Openbare Bibliotheek Amsterdam. Het secretariaat is gevestigd in de OBA aan het Javaplein in Amsterdam. 
Volksuniversiteit Amsterdam biedt ook niet-docenten de mogelijkheid cursussen en workshops te organiseren via het begin 2021 gelanceerde cursus-platform. 
Volksuniversiteit Amsterdam is een Sociaal Belang Behartigende Instelling (SBBI) en werkt zonder winstoogmerk.

## Achtergrond
De eerste volksuniversiteiten werden aan het begin van de twintigste eeuw opgericht. Door de industrialisatie was een grote arbeidersklasse ontstaan die op economisch en maatschappelijk vlak sterk achterbleef. De initiatiefnemers van de volksuniversiteiten wilden met kennisoverdracht de arbeiders omvormen (‘verheffen’) tot volwaardige burgers. Door de jaren heen zijn de doelstellingen van de volksuniversiteiten veranderd. Er zijn tegenwoordig 70 volksuniversiteiten in Nederland, waarvan 30 zijn aangesloten bij Cultuurconnectie (voorheen de Bond van Nederlandse Volksuniversiteiten, BNVU).

## Geschiedenis

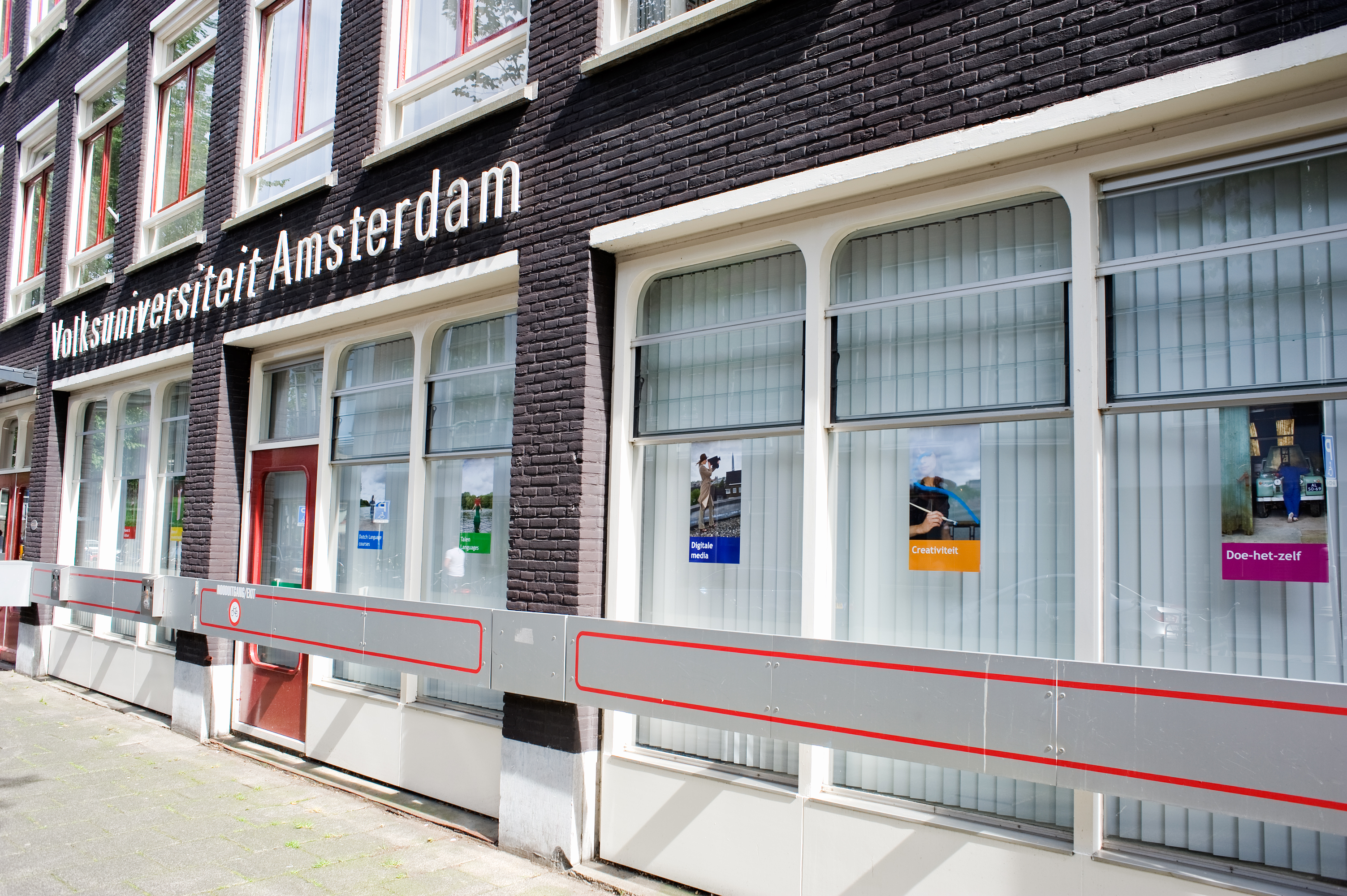
Het pand van de Volksuniversiteit Amsterdam aan de Rapenburgerstraat (tot medio 2016)

Volksuniversiteit Amsterdam werd opgericht in 1913. De oprichters lieten zich inspireren door verschillende initiatieven die langs culturele weg de maatschappelijke achterstand van de arbeidsklasse probeerde te verkleinen. Al sinds 1784 kende Nederland de Maatschappij tot Nut van ‘t Algemeen en rond 1900 waren er ongeveer 20 zogenaamde Toynbee-verenigingen die naar Engels voorbeeld volwassenenonderwijs aanboden aan de laagste sociale klassen. Daarnaast was er het voorbeeld van de Freie Hochschule in Duitsland. Veel van dergelijke initiatieven kwamen voort uit de gegoede klasse en moesten het doen zonder overheidssteun.
Initiatiefnemers van Volksuniversiteit Amsterdam waren accountant Hartog Uijekruijer en metaalfabrikant Jos Ptasznik. Zij zochten contact met enkele maatschappelijk betrokken Amsterdamse hoogleraren, waaronder de econoom David van Embden en de pedagoog Philip Kohnstamm. De sociaal-geograaf Sebald Rudolf Steinmetz zou uitgroeien tot de grote aanjager en werd in 1913 de eerste voorzitter van de Vereniging Volksuniversiteit Amsterdam. Bekende namen die zich later verbonden aan Volksuniversiteit Amsterdam waren de schaker Max Euwe en de politicus Floor Wibaut.
Volksuniversiteit Amsterdam had bij haar oprichting een neutrale signatuur in het inmiddels verzuilde Nederland. In de begintijd gingen veel cursussen over hygiëne, opvoeding, armoede en alcoholisme, vanuit de gedachte dat kennis het gedrag zou veranderen. De opzet was vaak vooruitstrevend. Al in 1914 gaf Jan Gunning, later bekend als pedagoog, een cursus opvoeden voor zowel moeders als vaders. De cursus seksuele voorlichting Hygiëne voor de vrouw was populair vanwege de openhartige toon.
Tijdens de Tweede Wereldoorlog leidde de Volksuniversiteit Amsterdam net als veel soortgenoten een min of meer slapend bestaan. In de jaren ‘50 daalde het aantal cursisten dramatisch. Veel volksuniversiteiten zagen hiervoor een schuldige: de televisie. De Engelse cursus Walter and Connie van de nieuwe educatieve omroep Teleac zorgde paradoxaal genoeg voor een hernieuwde belangstelling voor de cursussen van de volksuniversiteiten. De volksuniversiteiten waren ook populair bij mensen die zich voorbereidden op emigratie naar de Verenigde Staten, Canada of Australië.
In de jaren ‘60 zochten de volksuniversiteiten actief naar een nieuwe aanpak, die beter inspeelde op de behoeftes van een werkende klasse met meer geld en meer vrije tijd. Er kwamen cursussen die aansloten bij de tweede feministische golf en - onder meer met talenpractica - bij de opkomst van nieuwe media. Vanaf nu ging het om toepasbare kennis. Ook kwam er ruimte voor creatieve ontplooiing, met onder meer schilder- en fotografiecursussen. Het oude verheffingsideaal verdween voorgoed naar de achtergrond.
Sinds de jaren ‘90 staat bij de volksuniversiteiten het ‘ervaringsleren’ centraal. Het didactische ideaal is dat leren zelf ontdekken is. Cursussen zijn zo opgezet dat ze aansluiten bij het dagelijks leven van de cursist.
Het aanbod van de Volksuniversiteit Amsterdam bestaat momenteel uit ongeveer 700 verschillende cursussen, workshops, lezingen, rondleidingen en excursies.

## Trivia
Volksuniversiteit is een Nederlandse naamgeving. In Vlaanderen komt deze benaming voor eenzelfde opzet weinig voor, men kent er vooral het begrip Volkshogeschool  onder het motto éducation permanente, niet te verwarren met het begrip volkshogeschool in Nederland. Internationaal is het bekend als People's University of Folk University zoals in Engeland. In Scandinavië bestaat de Folkuniversitetet sinds 1942 en sinds 1959 de Ljudska Univerza Kocevje in Slovenië, dat betrekking heeft op volwasseneneducatie en opbouwwerk uit ideologische (christelijke) motieven.

## Fotogalerij

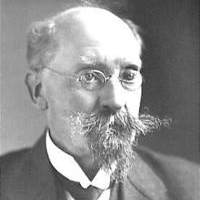
Professor Sebald Steinmetz, oprichter van Volksuniversiteit Amsterdam
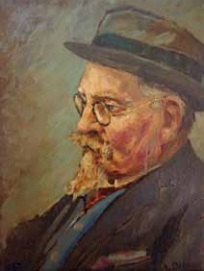
Sebald Rudolf Steinmetz op een olieverfschilderij van Arnold Bokhorst
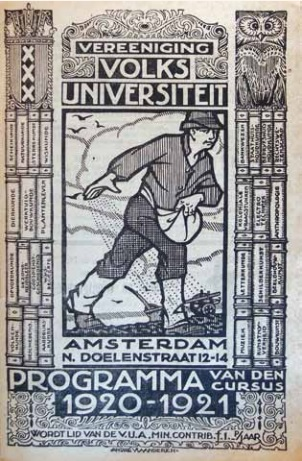
Cursusprogramma Volksuniversiteit Amsterdam 1920-1921
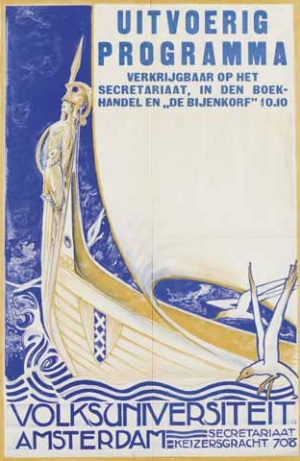
Wervingsposter van de Amsterdamse Volksuniversiteit
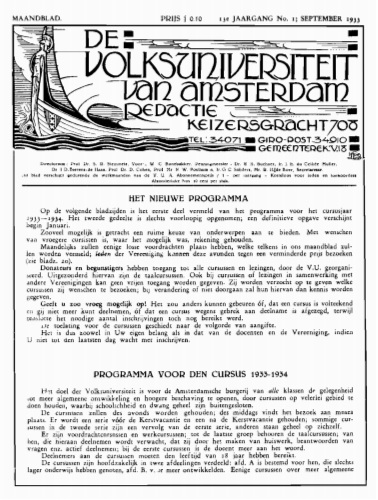
Cursusprogramma Volksuniversiteit Amsterdam 1933-1934